# Tenacious D (musikalbum)
Tenacious D är debutalbumet av den komiska rockduon Jack Black och Kyle Gass. Den spelades in vid "The Boat" i Silver Lake, Kalifornien.
För albumet tog de hjälp av trummisen Dave Grohl; keyboardspelaren Page McConnell; gitarristen Warren Fitzgerald; och basisten Steven McDonald. "The Dust Brothers" pruducerade albumet. Majoriteten av låtarna på albumet härstammar från tidigare versioner framförda under deras TV-serie, Tenacious D.  
Den mest populära låten från albumet är "Tribute", vilket är ett tribut till den 'bästa låten i världen' vilket enligt duon - skapades av dem själva men har nu glömts. Tidigare versioner av sången har delar som liknar Led Zeppelins Stairway to Heaven vilket kan tyda på att detta är den bästa sången i världen trots att de säger i Tribute att den inte är lik den bästa sången i världen - "nothing like this song". 
Låten "Wonderboy" (#34 SB, #48 Australien) blev väl mottagen och dess musikvideo är en parodi och tribut till både fantasygenren och power metal. "Wonderboy" handlar om sagan om en otippad superhjälte, som spelas av Black i videon, som formar en allians med en annan ung äventyrare Nasty Man, som spelas av Gass, och deras försök att förgöra en hydra.
Den tredje singeln från albumet, "Fuck Her Gently", släpptes i maj 2004. Musikvideon var animerad av John Kricfalusi, som är skaparen av Ren & Stimpy, och handlar om att Jack och Kyle är keruber hos satan.

## Låtlista
All text av Tenacious D, om inte annat anges.
1. "Kielbasa" – 3:00
2. "One Note Song" – 1:23
3. "Tribute" – 4:08
4. "Wonderboy" – 4:06
5. "Hard Fucking" – 0:35
6. "Fuck Her Gently" – 2:03
7. "Explosivo" – 1:55
8. "Dio" – 1:41
9. "Inward Singing" – 2:13
10. "Kyle Quit The Band" – 1:29
11. "The Road" – 2:18
12. "Cock Pushups" – 0:48
13. "Lee" – 1:02
14. "Friendship Test" (Bob Odenkirk) – 1:30
15. "Friendship" – 1:59
16. "Karate Schnitzel" – 0:36
17. "Karate" – 1:05
18. "Rock Your Socks" – 3:32
19. "Drive-Thru" – 3:00
20. "Double Team" – 3:10
21. "City Hall" – 9:02

## Kuriosa
- I slutet av "Karate" finns det ett baklänges-röstmeddelande. Om man spelar det baklänges avslöjar Jack Black när han säger "Eat donkey crap".
- Det finns en dold låt vid slutet av "City Hall" döpt "Malibou Nights".
- Framsidan av albumet refererar till tarotkortet djävulen.